# Alfred Moisiu
Alfred Spiro Moisiu (ur. 1 grudnia 1929 w Szkodrze) – albański wojskowy i polityk, oficer wojsk inżynieryjnych, generał, od 1991 do 1992 minister obrony, prezydent Albanii w latach 2002–2007.

## Życiorys
Jego ojcem był generał Spiro Moisiu. W latach 1943–1945 Alfred Moisiu działał w antyfaszystowskim ruchu oporu. W 1945 ukończył szkołę średnią w Tiranie, w latach 1946–1948 odbywał studia inżynieryjne w Leningradzie. Od 1952 do 1958 kształcił się w jednej z akademii wojskowych w Moskwie, którą ukończył z wyróżnieniem. W 1979 uzyskał doktorat z nauk o wojskowości.
Obejmował różne stanowiska w strukturach albańskich sił zbrojnych oraz w resorcie obrony. W latach 1971–1981 był kierownikiem ministerialnego wydziału do spraw inżynierii i fortyfikacji, odgrywającego istotną rolę w procesie budowy tysięcy bunkrów i schronów w okresie komunistycznego reżimu Envera Hoxhy. W latach 1981–1982 zajmował stanowisko wiceministra obrony. W 1985 (w roku śmierci dyktatora) odszedł ze służby w stopniu generała.
Do działalności publicznej powrócił w okresie przemian politycznych. Od grudnia 1991 do kwietnia 1992 pełnił funkcję ministra obrony w technicznym rządzie Vilsona Ahmetiego. Był następnie doradcą ministra obrony (1992–1994) i wiceministrem w tym resorcie (1994–1997). W 1994 założył Albańskie Stowarzyszenie Atlantyckie, działające na rzecz integracji Albanii z NATO.
W 2002 został wspólnym kandydatem rządzących socjalistów i opozycyjnych demokratów na prezydenta. 24 czerwca Zgromadzenie Albanii wybrało go na ten urząd większością 97 głosów. Stanowisko to zajmował od 24 lipca 2002 do 24 lipca 2007. Nie wyraził zgody na ubieganie się o wybór na kolejną kadencję.
Autor wydanych w trzech tomach nakładem wydawnictwa Toena pamiętników zatytułowanych Kujtime.

## Odznaczenia
- Krzyż Wielki Orderu Zasługi Rzeczypospolitej Polskiej (Polska, 2006)[6]
- Wielki Order Króla Tomisława (Chorwacja, 2007)[7]
- Medal Jubileuszowy „60-lecia zwycięstwa w Wielkiej Wojnie Ojczyźnianej 1941–1945” (Rosja, 2010)[8]